# Sportler des Jahres (Kolumbien)
Kolumbiens Sportler des Jahres wird seit 1960 von den Lesern der Tageszeitung El Espectador gewählt.

## Liste der Sieger
| Jahr | Name                    | Sportart       |
| ---- | ----------------------- | -------------- |
| 1960 | Rubén Darío Gómez       | Radsport       |
| 1961 | Ingrid Berg             | Schwimmsport   |
| 1962 | Bernardo Caraballo      | Boxen          |
| 1965 | Álvaro Mejía Flórez     | Leichtathletik |
| 1966 | Álvaro Mejía Flórez     | Leichtathletik |
| 1967 | Martín Emilio Rodríguez | Radsport       |
| 1968 | Martín Emilio Rodríguez | Radsport       |
| 1969 | Rodrigo Valdez          | Boxen          |
| 1970 | Martín Emilio Rodríguez | Radsport       |
| 1971 | Martín Emilio Rodríguez | Radsport       |
| 1972 | Antonio Cervantes       | Boxen          |
| 1973 | Antonio Cervantes       | Boxen          |
| 1974 | Helmut Bellingrodt      | Sportschießen  |
| 1975 | Pedro Antonio Zape      | Motorsport     |
| 1976 | Fernando Cammaert       | Motorsport     |
| 1977 | Alonso Zapata           | Schach         |
| 1978 | Ricardo Cardona         | Boxen          |
| 1979 | Pablo Restrepo          | Schwimmsport   |
| 1980 | Alfonso Flórez          | Radsport       |
| 1981 | Miguel Maturana         | Boxen          |
| 1982 | Cristóbal Pérez         | Radsport       |

| Jahr | Name                | Sportart            |
| ---- | ------------------- | ------------------- |
| 1983 | Domingo Tibaduiza   | Leichtathletik      |
| 1984 | Helmut Bellingrodt  | Sportschießen       |
| 1985 | Luis Herrera        | Radsport            |
| 1986 | Miguel Lora         | Boxen               |
| 1987 | Fidel Bassa         | Boxen               |
| 1988 | Jorge Eliecer Julio | Boxen               |
| 1989 | Carlos Valderrama   | Fußball             |
| 1990 | Bernardo Tobar      | Sportschießen       |
| 1991 | Ximena Restrepo     | Leichtathletik      |
| 1992 | Ximena Restrepo     | Leichtathletik      |
| 1993 | Carlos Valderrama   | Fußball             |
| 1994 | María Urrutia       | Gewichtheben        |
| 1995 | María Urrutia       | Gewichtheben        |
| 1996 | Diego Rosero        | Inline-Speedskating |
| 1997 | Edgar Rentería      | Baseball            |
| 1998 | Juan Pablo Montoya  | Automobilsport      |
| 1999 | Juan Pablo Montoya  | Automobilsport      |
| 2000 | María Urrutia       | Gewichtheben        |
| 2001 | Juan Pablo Montoya  | Automobilsport      |
| 2002 | Santiago Botero     | Radsport            |
| 2003 | Edgar Rentería      | Baseball            |

| Jahr | Name                   | Sportart          |
| ---- | ---------------------- | ----------------- |
| 2004 | Mábel Mosquera         | Gewichtheben      |
| 2005 | María Luisa Calle      | Radsport          |
| 2006 | María Luisa Calle      | Radsport          |
| 2007 | Mauricio Soler         | Radsport          |
| 2008 | Camilo Villegas        | Golf              |
| 2009 | Clara Juliana Guerrero | Bowling           |
| 2010 | Edgar Rentería         | Baseball          |
| 2011 | Caterine Ibargüen      | Leichtathletik    |
| 2012 | Mariana Pajón          | BMX               |
| 2013 | Nairo Quintana         | Radsport          |
| 2014 | Nairo Quintana         | Radsport          |
| 2015 | Caterine Ibargüen      | Leichtathletik    |
| 2016 | Caterine Ibargüen      | Leichtathletik    |
| 2017 | Rigoberto Urán         | Radsport          |
| 2018 | Caterine Ibargüen      | Leichtathletik    |
| 2018 | Eleider Álvarez        | Boxen             |
| 2019 | Egan Bernal            | Straßenradsport   |
| 2020 | Héctor Leonardo Páez   | Mountainbikesport |
| 2021 | Anthony Zambrano       | Leichtathletik    |
| 2022 | Sara López             | Bogenschießen     |
| 2023 | Kevin Quintero         | Bahnradsport      |